# 克拉里奇大厦
克拉里奇大廈（英語：Claridge Icon）是一座45層高的公寓大樓，位於加拿大安大略省渥太華，尚在建設中。它位於小意大利的卡靈路（Carling Avenue）夾柏斯頓街的路口。當該建築於2019年封頂時，它成為自1971年以來渥太華最高的建築，也是自1978年以來加拿大首都地區最高的建築。
該建築由哈里里·蓬塔里尼建築設計，由克拉里奇地產（Claridge Homes）出資建造。2016年3月施工初期，12米（39英尺）厚的冰塊由施工坑一側掉落並擊中一名地盤工人，該工人當場身亡。這導致了工程長達一年的延誤及對地產發展商與主要承包商的指控（他們在2019年5月各被罰款325,000加元）。2018年3月，一名地盤工人由3米（10英尺）高的平台墜落，頭部受傷，施工工作再次中斷。